# Lukinić Brdo
Lukinić Brdo je naseljeno mjesto u Republici Hrvatskoj u Zagrebačkoj županiji. 

## Zemljopis
Administrativno je u sastavu općine Pokupsko. Naselje se proteže na površini od 19,64 km².

## Stanovništvo
Prema popisu stanovništva iz 2001. godine naselje je imalo 388 stanovnika i to u 117 kućanstava. Gustoća naseljenosti je iznosila 19,76 st./km².

Prema popisu stanovništva 2011. godine naselje je imalo 343 stanovnika.
| broj stanovnika | 426   | 497   | 514   | 615   | 655   | 697   | 645   | 717   | 714   | 688   | 625   | 547   | 492   | 402   | 388   | 343   | 287   |
|                 | 1857. | 1869. | 1880. | 1890. | 1900. | 1910. | 1921. | 1931. | 1948. | 1953. | 1961. | 1971. | 1981. | 1991. | 2001. | 2011. | 2021. |

## Znamenitosti
- Kapela Presvetog Trojstva, zaštićeno kulturno dobro
- Kapela sv. Ivana Krstitelja, zaštićeno kulturno dobro